# ストックホルム近代美術館

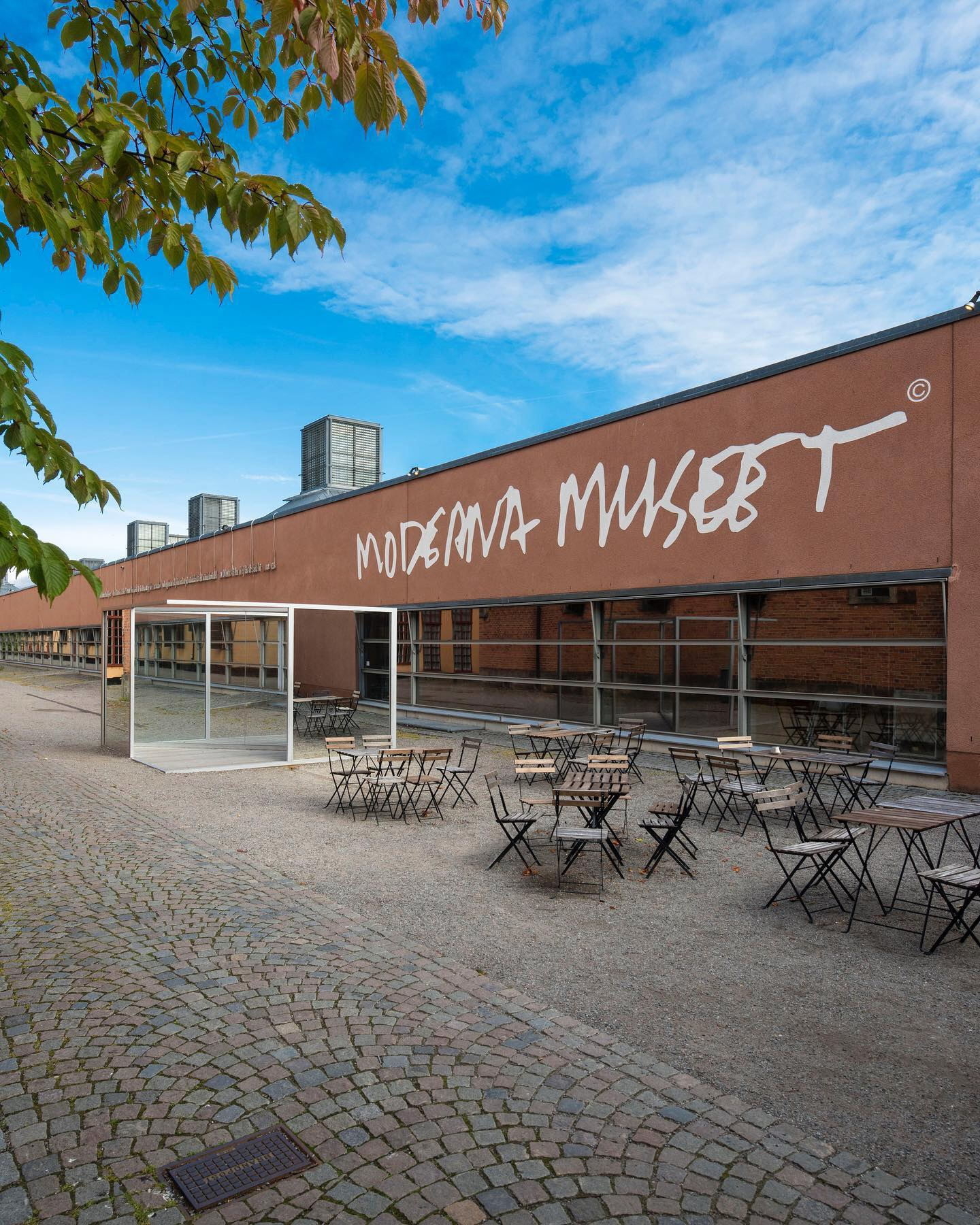
近代美術館の外観moderna museet exterior

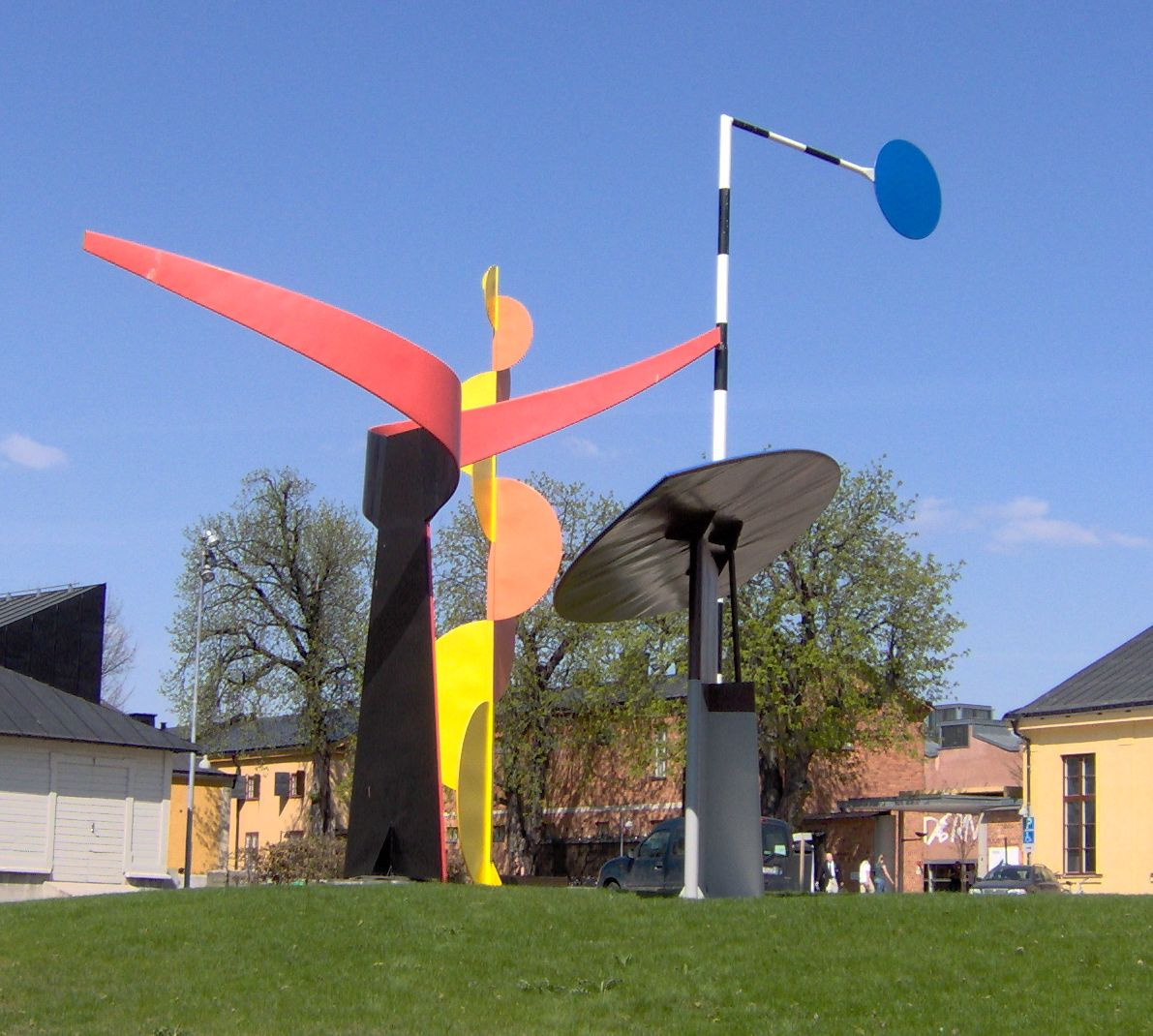
アレクサンダー・カルダー作「The Four Elements」（1961）、美術館入口前のインスタレーション

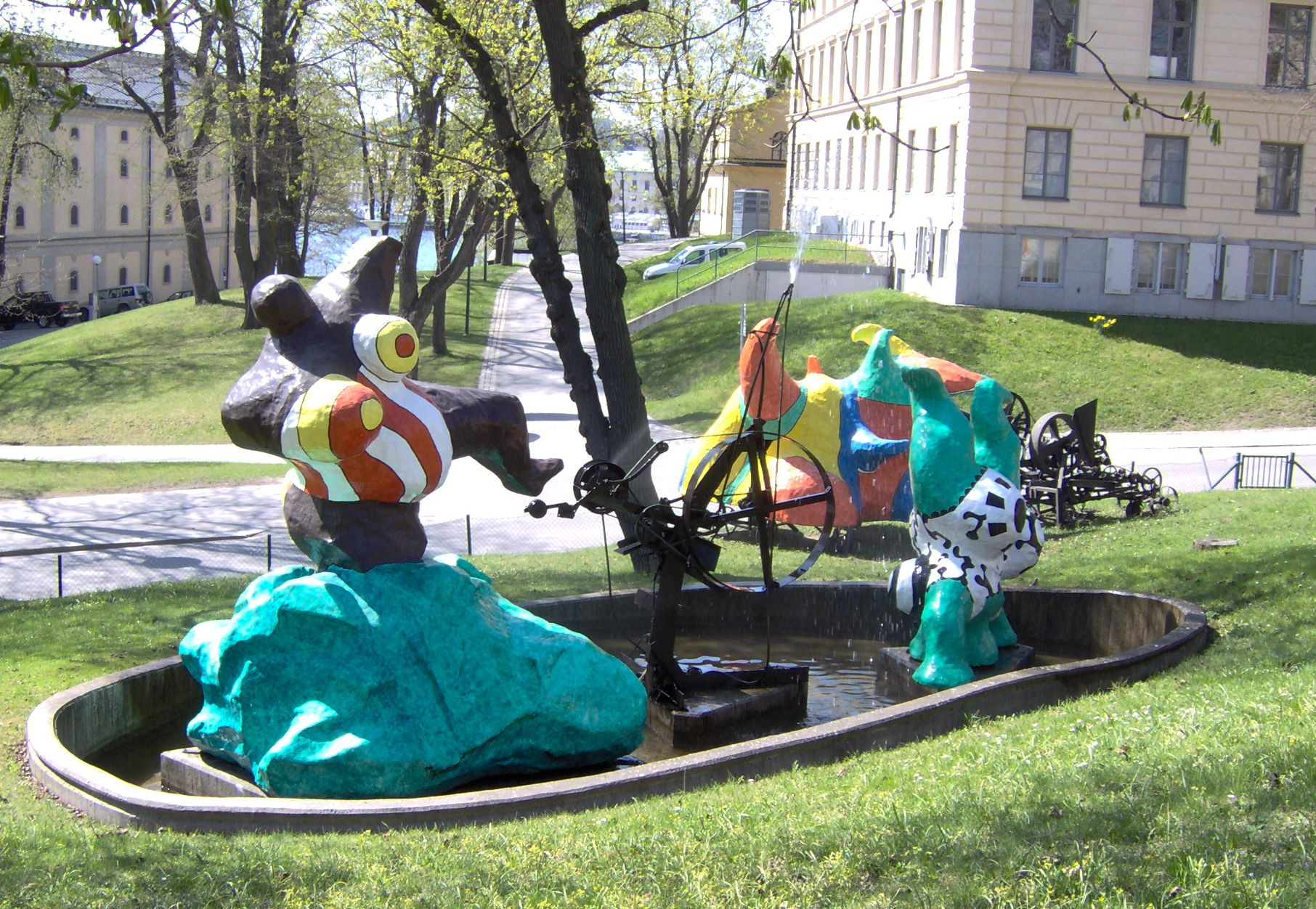
ストックホルム近代美術館の外にある動くインスタレーション（ニキ・ド・サンファルとジャン・ティンゲリー夫妻によるもの）

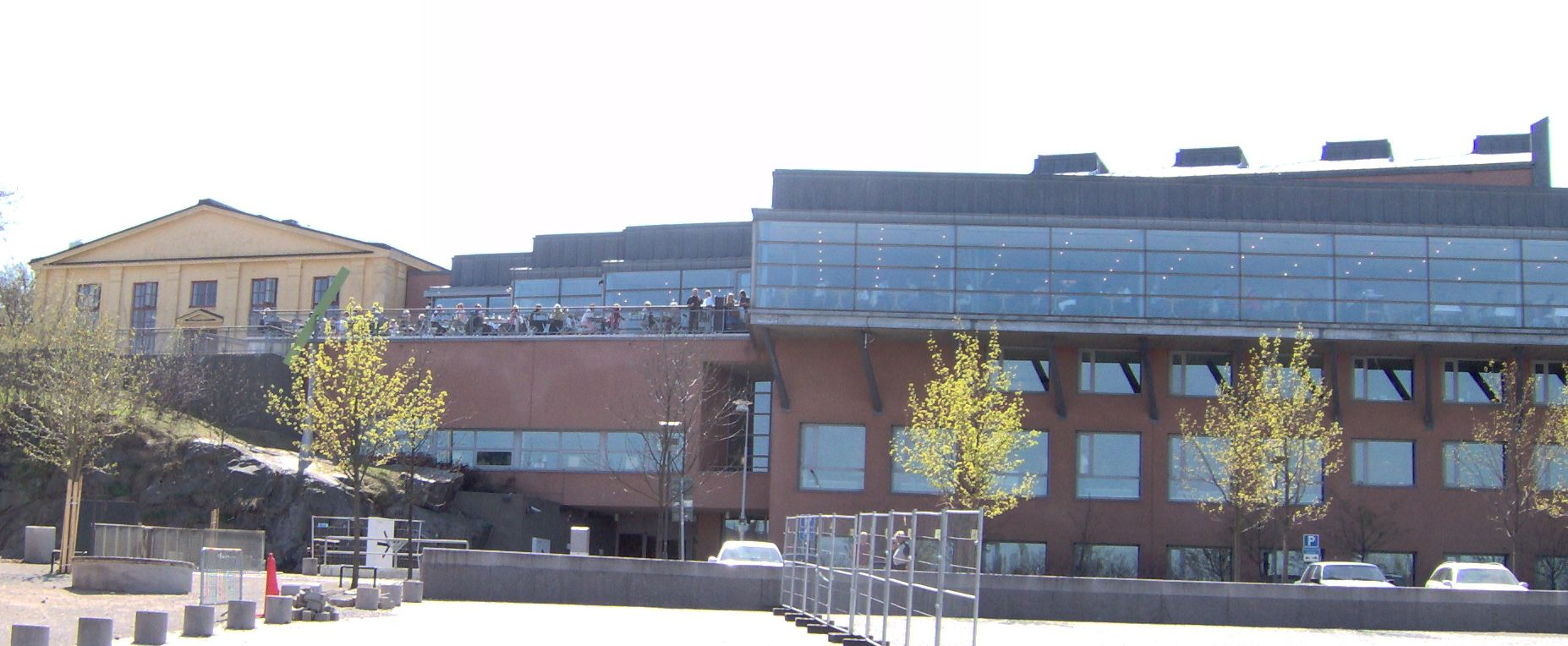
ストックホルム近代美術館、ラファエル・モネオ設計

ストックホルム近代美術館(Moderna Museet)は、スウェーデンの首都ストックホルム中心部のシェプスホルム島にある現代美術の国立美術館である。1958年、20世紀美術のための美術館として開館。
1998年にはスペイン人建築家ラファエル・モネオによって新築された。しかしその後、建物に欠陥が見つかり、2002年に一旦閉館された。2004年に再びオープンした。2009年、スウェーデン南部のマルメに分館、マルメ近代美術館を開設した。

## 歴史
美術館は、1958年5月9日に開館した。 初代館長は、ポントゥス・フルテンだった。2010年5月、ダニエル・ビルンバウムが美術館の新しい館長に就任した。彼は2018年末まで在職した。文化大臣アマンダ・リンドによりギッテ・オルスコウが新しい館長に指名されるまで、キュレーターのアン・ソフィ・ノリングが館長代理を務めた。オルスコウは、2019年9月から職務を開始した。2009年、博物館は以前マルメのルーセウムとして知られていた建物に新しい分館を開設した。2022年に、エリザベス・ミルクヴィストが第11代の館長に就任した。

## 収集品
美術館は、スウェーデンはもとより、国際的な近現代の美術を所蔵し、パブロ・ピカソやサルバドール・ダリ、さらにタトリンの塔(第３インターナショナルの記念塔になるはずだったもの)もその中に含まれている。
美術館のコレクションには、マルセル・デュシャン、ルイーズ・ブルジョワ、ニキ・ド・サンファル、アンリ・マティス、ロバート・ラウシェンバーグなどのアーティストの主要な作品のほか、現代アーティストによる継続的な買収も含まれている。
1993年11月8日、ピカソの作品6点、ジョルジュ・ブラックの作品2点、合計4,000万ポンド以上が、1955年のフランス映画「リフィフィ」（フランス）の方法を模倣して、泥棒が夜に屋根から侵入し、博物館から盗まれたそのうち、ピカソの6枚の絵画すべてとブラックの絵画の1枚が回収された。
。常設展への入場は無料だが、一部の特別展には入場料が必要。

### ポントゥス・フルテンコレクション
2005年、元美術館長のポントゥス・フルテンは、文書庫と図書館とともに、700点を超える芸術作品をストックホルム近代美術館に遺贈した。コレクションのいくつかの作品は、美術館の常設コレクションとともに展示されている。他の多くは、専用のポントゥス・フルテンスタディギャラリーに展示されている。

### 彫刻公園
博物館のある島には彫刻公園があり、さまざまな国籍の彫刻家の作品が展示されている。
- The Four Elements, アレクサンダー・カルダー, 1961
- Le Paradis fantastique, ジャン・ティンゲリーとニキ・ド・サンファル, 1966
- Déjeuner sur l'herbe, パブロ・ピカソとカール・ネシャール, 1962
- Monumentalfigur, クリスチャン・ベルク, 1927
- Monument över den sista cigaretten, Erik Dietman, 1975
- Leninmonument 13 april 1917, Björn Lövin, 1977
- Mannen på templet, Bjørn Nørgaard, 1980
- Svart svensk granit, Ulrich Rückriem, 1981
- Pavilion Sculpture II, Dan Graham, 1984
- Louisa, Thomas M. Woodruff, 1987
- Freedom and Belief (their own affair), ジョセフ・コスース, 1998
- No title, Per Kirkeby, 1999–2000
- Instabil, Lars Englund, 2005
- Närkontakt, Gustav Kraitz, 2008

## 建物
博物館は当初、シェップスホルメンのエクセルシシュセットにあった。
1994年から1998年では、一時的にストックホルムの別の場所、国際見本市会場に移動し、その間にスペイン人建築家ラファエル・モネオによってシェップスホルメンに新しい美術館の建物が建てられた。ポントス・フルトンスタディギャラリーはレンゾ・ピアノの設計によるものである。

## Activity
博物館は、年間を通して一時的な現代美術展を開催し、開催している。2005年、美術館はonedotzeroフェスティバルを主催し、上映、インスタレーション、トーク、ライブVJオーディオビジュアルイベントで新しい若い観客を美術館に呼び込んだ。